# Stavhopp
| Stavhopp |
| --- |
| Théo Mancheron vid franska mästerskapen 2013. - Betydelse – hopp via stav över en ribba - Bakgrund – Tyskland, cirka 1850 - Teknik – numera med stav av komposit (glasfiber eller kolfiber) |

Stavhopp är en friidrottsgren som går ut på att med hjälp av en stav hoppa över en så högt placerad ribba som möjligt.

## Regler
Den horisontellt placerade ribban får som mest väga 2,25 kg, och den är upplagd så att den lätt kan ramla ner om den vidrörs av någon del av hopparen. Hopparen får inte "klättra" på staven utan måste hålla kvar greppet på den under luftfärden. Dessutom får hopparen inte lägga tillbaka ribban (eller hålla på plats) under passagen av ribban.
Hopparen får tre försök på varje höjd, och ribbans höjd ökas efter ett fastställt schema. När endast en tävlande (segraren) återstår, får denna/denna fritt välja högre höjder, exempelvis i försök på någon rekordhöjd.
Stavens material och längd samt längden av löpsträckan före hoppet får varje tävlande välja själv.

## Hoppteknik

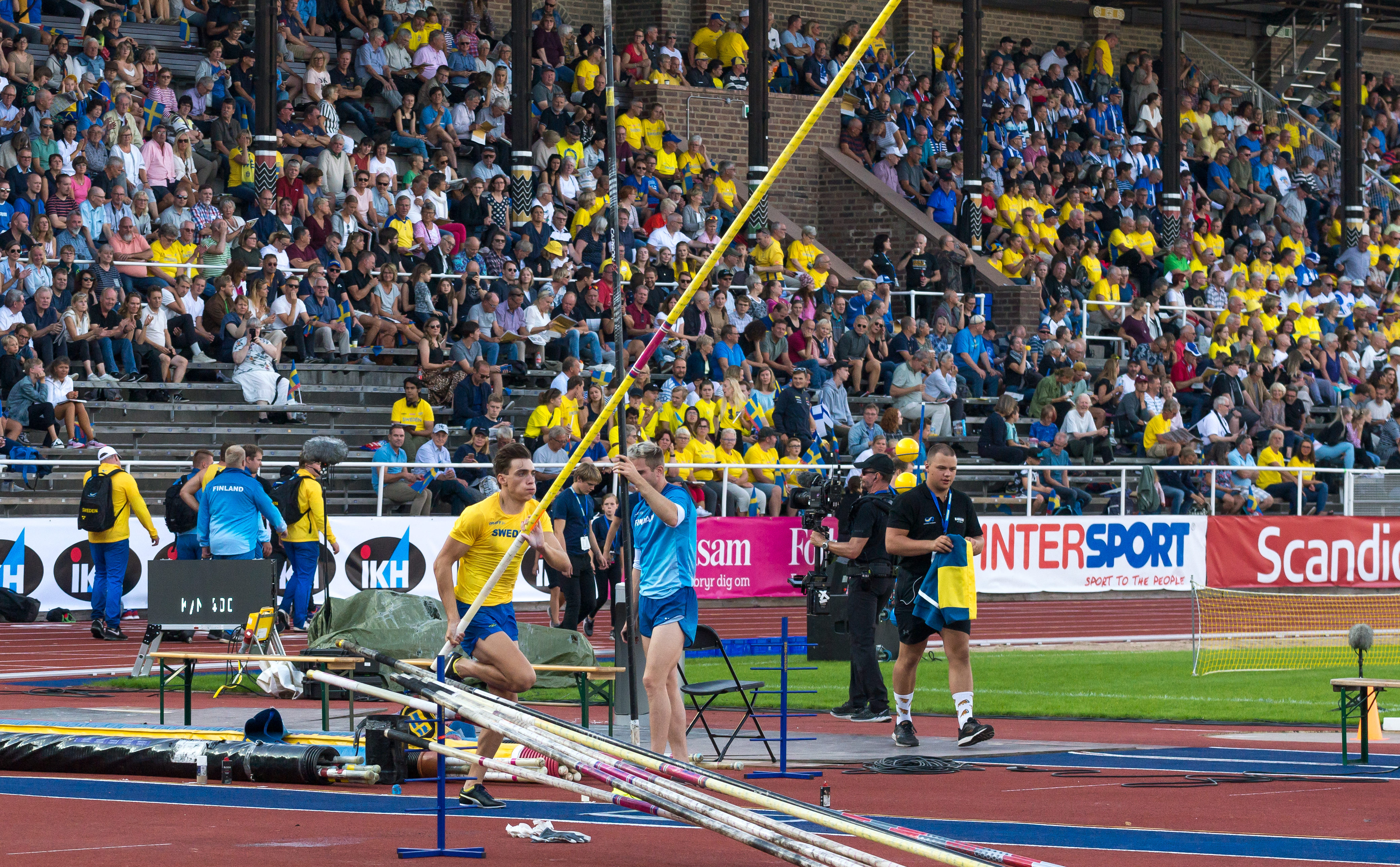
Ansatslöpning.
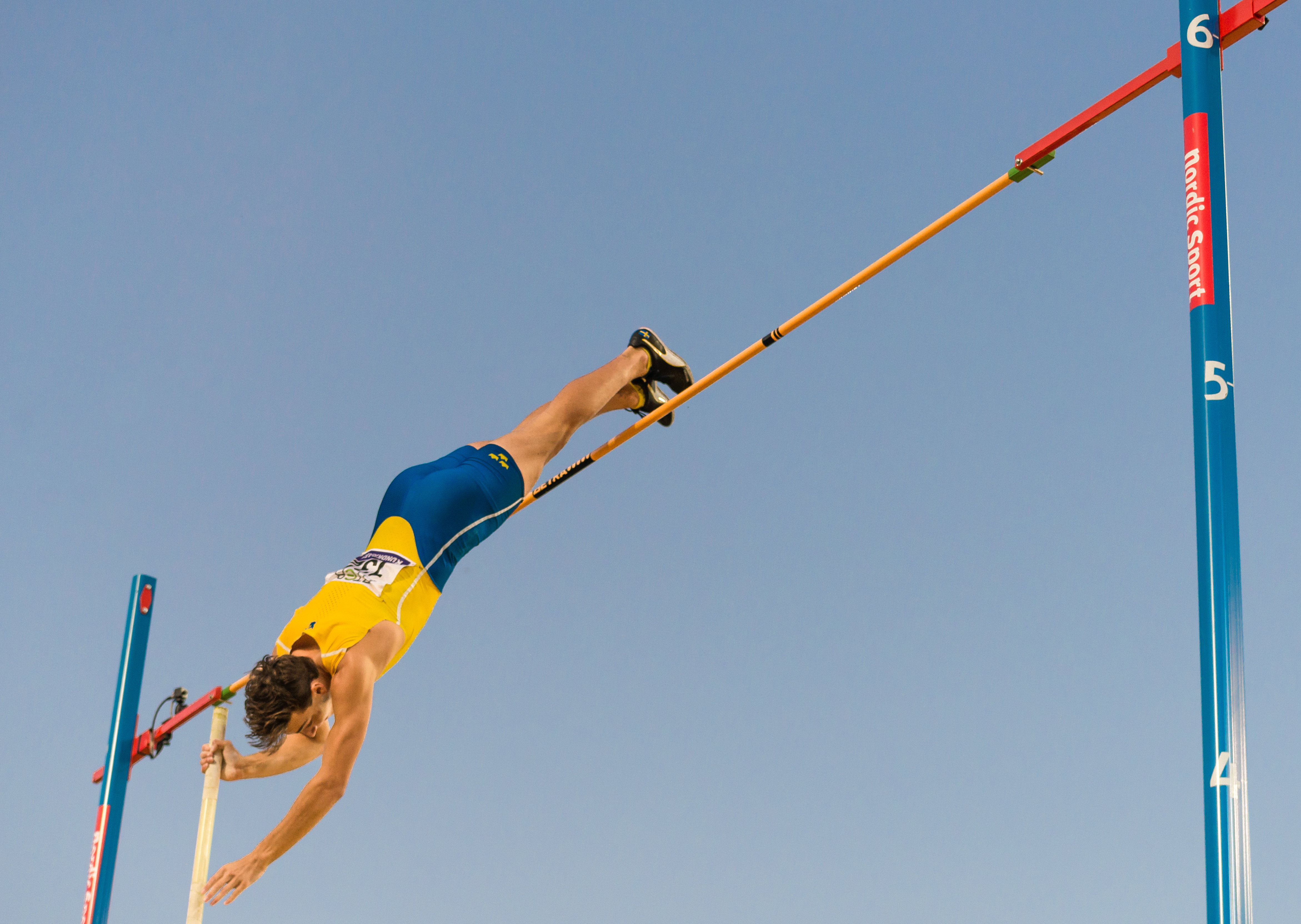
Kroppsuträtning, frånskjut.
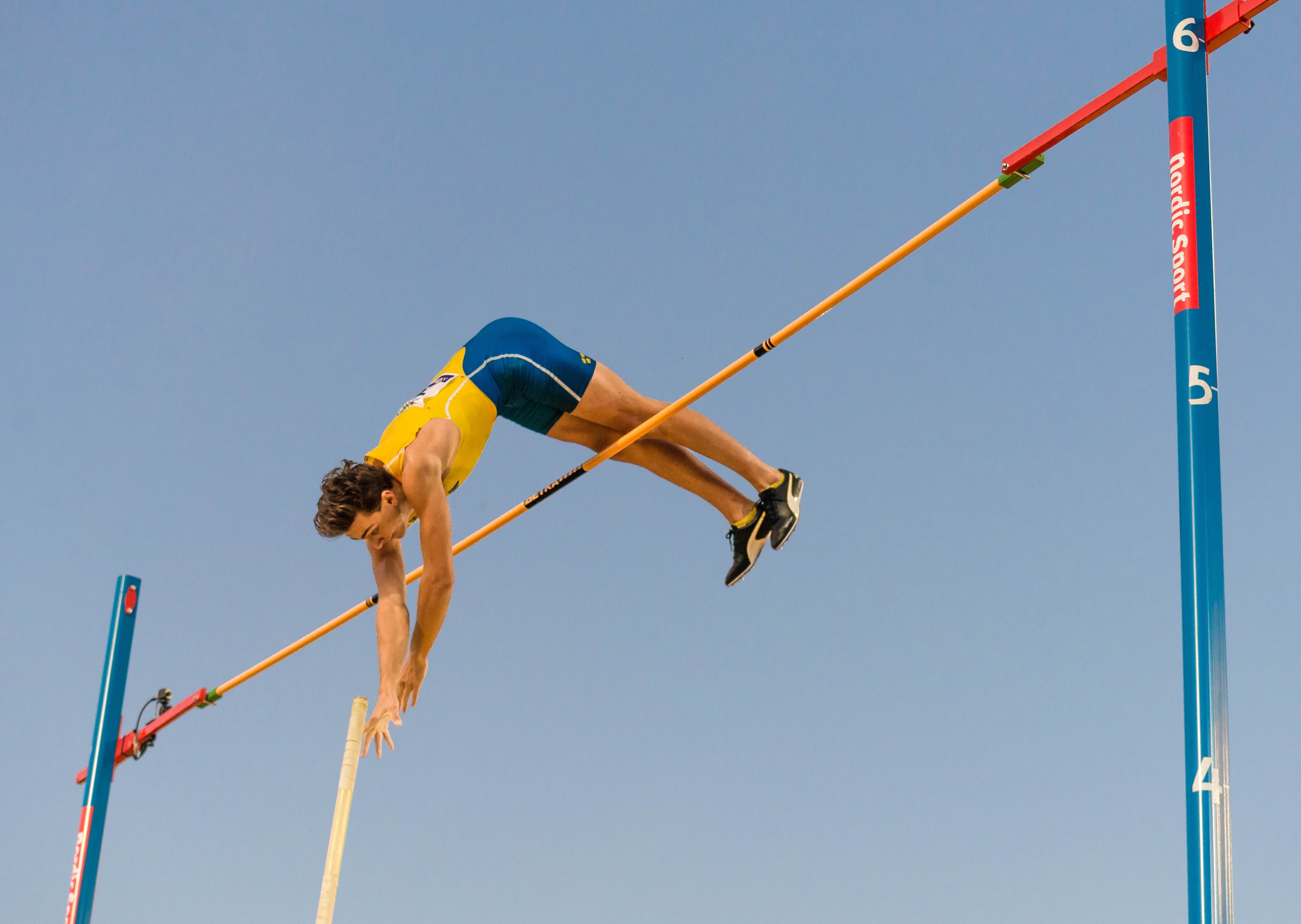
Ribbpassage.

Hopparen fattar staven nära ena änden med den dominanta handen närmast änden. Under ansatsen springer stavhopparen med staven pekande upp i luften. När hopparen närmar sig stavgropen sänks toppen på staven. För att man inte skall skada sig är det viktigt att träffa rätt i gropen. I upphoppet hoppar den högerhänte upp till höger om staven och den vänsterhänte till vänster. Liggande uppochned trycker hopparen sig uppåt och försöker passera ribban utan att riva den.

## Historia
Det moderna stavhoppet uppstod i Tyskland omkring 1850. Då införde Friedrich Ludwig Jahn och Johann Christoph Friedrich GutsMuths stavhoppet som gymnastisk övning. I olympiska spel har stavhopp för herrar funnits med sedan de första moderna spelen 1896. Det dröjde dock till OS i Sydney 2000 innan grenen kom med på det olympiska programmet även för damer.
Stavhopp har genomgått en teknisk utveckling under historiens lopp, åtminstone vad gäller själva staven. Denna var ursprungligen av hickory-trä, vilket cirka 1905 ersattes av bambu och cirka 1950 av aluminium. 1961 skedde genombrottet för stavar av glasfiber, ett material med katapultegenskaper som revolutionerat hoppningen. Stavarna hade då funnits i ett drygt decennium, men först i och med de moderna hoppbäddarnas införande på 1960-talet vågade hopparna utnyttja de elastiska egenskaperna i den nya staven. Under decenniet höjdes världsrekordhöjden för herrar från 4,78 till 5,41 meter.   
Under 1980-talet skedde en ny våg av höjningar av världsrekordet i stavhopp (för herrar). Efter några års dominans av olika franska hoppare, etablerade sig den ukrainske sovjetmedborgaren Sergej Bubka 1984 som den ledande stavhopparen. Under året höjdes världsrekordet, främst i kamp mellan Bubka och fransmannen Thierry Vigneron, och därefter tog Bubka själv hand om rekordhoppandet. Året efter nåddes 6 meter för första gången, och fram till 1994 gjordes successiva mindre höjningar av rekordet – alla av Bubka – fram till 6,14 meter. Samtidigt klarade Bubka som mest av 6,15 meter under hoppning inomhus, vilket skedde 21 februari 1993 vid hoppningar i Donetsk.
Det gällande världsrekordet i stavhopp (för herrar), 6,29 meter, noterades av svensken Armand Duplantis 12 augusti 2025, under Continental tour i Budapest i Ungern.

## Världsrekord
1998 ändrade IAAF reglerna så att nya världsrekord i friidrott kan sättas inomhus eller utomhus, förutsatt att alla andra regler för att sätta världsrekord är uppfyllda. Innan dess kunde bara inomhusrekord sättas inomhus. De nya reglerna gällde inte retroaktivt. Därför räknas inte Sergej Bubkas inomhusvärldsrekord 6,15 meter från 1993 som världsrekord, trots att det var högre än hans då gällande världsrekord 6,14 meter.
I följande listor är världsrekord satta inomhus markerade med "(i)" efter höjden. Första gången en hoppare satte världsrekord är fetmarkerat.

### Damer[4]
Damers världsrekord i stavhopp började noteras 1 januari 1995 då ett 4,05 metershopp från 1992 utsågs till det första officiella världsrekordet.
| Rekord     | Idrottare          | Nation     | Plats                         | Datum             | Nr |
| ---------- | ------------------ | ---------- | ----------------------------- | ----------------- | -- |
| 4,05 m     | Sun Caiyun         | Kina       | Nanjing, Kina                 | 21 maj 1992       | 1  |
| 4,08 m     | Sun Caiyun         | Kina       | Taiyuan, Kina                 | 18 maj 1995       | 2  |
| 4,08 m     | Zhong Guiqing      | Kina       | Taiyuan, Kina                 | 18 maj 1995       | 1  |
| 4,10 m     | Daniela Bartová    | Tjeckien   | Ljubljana, Slovenien          | 21 maj 1995       | 1  |
| 4,12 m     | Daniela Bartová    | Tjeckien   | Duisburg, Tyskland            | 18 juni 1995      | 2  |
| 4,13 m     | Daniela Bartová    | Tjeckien   | Wesel, Tyskland               | 24 juni 1995      | 3  |
| 4,14 m     | Daniela Bartová    | Tjeckien   | Gateshead, Storbritannien     | 2 juli 1995       | 4  |
| 4,15 m     | Daniela Bartová    | Tjeckien   | Ostrava, Tjeckien             | 6 juli 1995       | 5  |
| 4,16 m     | Daniela Bartová    | Tjeckien   | Feldkirch, Österrike          | 14 juli 1995      | 6  |
| 4,17 m     | Daniela Bartová    | Tjeckien   | Gisingen, Österrike           | 15 juli 1995      | 7  |
| 4,18 m     | Andrea Müller      | Tyskland   | Zittau, Tyskland              | 5 augusti 1995    | 1  |
| 4,20 m     | Daniela Bartová    | Tjeckien   | Köln, Tyskland                | 18 augusti 1995   | 8  |
| 4,21 m     | Daniela Bartová    | Tjeckien   | Linz, Österrike               | 22 augusti 1995   | 9  |
| 4,22 m     | Daniela Bartová    | Tjeckien   | Salgótarján, Ungern           | 11 september 1995 | 10 |
| 4,25 m     | Emma George        | Australien | Melbourne, Australien         | 30 november 1995  | 1  |
| 4,28 m     | Emma George        | Australien | Perth, Australien             | 17 december 1995  | 2  |
| 4,30 m     | Emma George        | Australien | Perth, Australien             | 28 januari 1996   | 3  |
| 4,41 m     | Emma George        | Australien | Perth, Australien             | 28 januari 1996   | 4  |
| 4,42 m     | Emma George        | Australien | Reims, Frankrike              | 29 juni 1996      | 5  |
| 4,45 m     | Emma George        | Australien | Sapporo, Japan                | 14 juli 1996      | 6  |
| 4,50 m     | Emma George        | Australien | Melbourne, Australien         | 8 februari 1997   | 7  |
| 4,55 m     | Emma George        | Australien | Melbourne, Australien         | 20 februari 1997  | 8  |
| 4,57 m     | Emma George        | Australien | North Shore City, Nya Zeeland | 21 februari 1998  | 9  |
| 4,58 m     | Emma George        | Australien | Melbourne, Australien         | 14 mars 1998      | 10 |
| 4,59 m     | Emma George        | Australien | Brisbane, Australien          | 21 mar 1998       | 11 |
| 4,60 m     | Emma George        | Australien | Sydney, Australien            | 20 februari 1999  | 12 |
| 4,60 m     | Stacy Dragila      | USA        | Sevilla, Spanien              | 21 oktober 1999   | 1  |
| 4,62 m (i) | Stacy Dragila      | USA        | Atlanta, USA                  | 3 mars 2000       | 2  |
| 4,63 m     | Stacy Dragila      | USA        | Sacramento, USA               | 23 juli 2000      | 3  |
| 4,63 m (i) | Stacy Dragila      | USA        | New York, USA                 | 2 februari 2001   | 4  |
| 4,64 m (i) | Svetlana Feofanova | Ryssland   | Dortmund, Tyskland            | 11 februari 2001  | 1  |
| 4,66 m (i) | Stacy Dragila      | USA        | Pocatello, USA                | 17 februari 2001  | 5  |
| 4,70 m (i) | Stacy Dragila      | USA        | Pocatello, USA                | 17 februari 2001  | 6  |
| 4,70 m     | Stacy Dragila      | USA        | Pocatello, USA                | 27 april 2001     | 7  |
| 4,71 m     | Stacy Dragila      | USA        | Palo Alto, USA                | 9 juni 2001       | 8  |
| 4,81 m     | Stacy Dragila      | USA        | Palo Alto, USA                | 9 juni 2001       | 9  |
| 4,82 m     | Jelena Isinbajeva  | Ryssland   | Gateshead, Storbritannien     | 13 juli 2003      | 1  |
| 4,83 m (i) | Jelena Isinbajeva  | Ryssland   | Donetsk, Ukraina              | 15 februari 2004  | 2  |
| 4,85 m (i) | Svetlana Feofanova | Ryssland   | Aten, Grekland                | 22 februari 2003  | 2  |
| 4,86 m (i) | Jelena Isinbajeva  | Ryssland   | Budapest, Ungern              | 6 mars 2004       | 3  |
| 4,87 m     | Jelena Isinbajeva  | Ryssland   | Gateshead, Storbritannien     | 27 juni 2004      | 4  |
| 4,88 m     | Svetlana Feofanova | Ryssland   | Heraklion, Grekland           | 4 juli 2004       | 3  |
| 4,89 m     | Jelena Isinbajeva  | Ryssland   | Birmingham, Storbritannien    | 25 juli 2004      | 5  |
| 4,90 m     | Jelena Isinbajeva  | Ryssland   | London, Storbritannien        | 30 juli 2004      | 6  |
| 4,91 m     | Jelena Isinbajeva  | Ryssland   | Aten, Grekland                | 24 augusti 2004   | 7  |
| 4,92 m     | Jelena Isinbajeva  | Ryssland   | Bryssel, Belgien              | 3 september 2004  | 8  |
| 4,93 m     | Jelena Isinbajeva  | Ryssland   | Lausanne, Schweiz             | 5 juli 2005       | 9  |
| 4,95 m     | Jelena Isinbajeva  | Ryssland   | Madrid, Spanien               | 16 juli 2005      | 10 |
| 4,96 m     | Jelena Isinbajeva  | Ryssland   | London, Storbritannien        | 22 juli 2005      | 11 |
| 5,00 m     | Jelena Isinbajeva  | Ryssland   | London, Storbritannien        | 22 juli 2005      | 12 |
| 5,01 m     | Jelena Isinbajeva  | Ryssland   | Helsingfors, Finland          | 12 augusti 2005   | 13 |
| 5,03 m     | Jelena Isinbajeva  | Ryssland   | Rom, Italien                  | 11 juli 2008      | 14 |
| 5,04 m     | Jelena Isinbajeva  | Ryssland   | Monaco                        | 29 juli 2008      | 15 |
| 5,05 m     | Jelena Isinbajeva  | Ryssland   | Peking, Kina                  | 18 augusti 2008   | 16 |
| 5,06 m     | Jelena Isinbajeva  | Ryssland   | Zürich, Schweiz               | 28 augusti 2009   | 17 |

### Herrar[5]
| Rekord     | Idrottare             | Nation        | Plats                       | Datum             | Nr |
| ---------- | --------------------- | ------------- | --------------------------- | ----------------- | -- |
| 4,02 m     | Marc Wright           | USA           | Cambridge, USA              | 6 augusti 1912    | 1  |
| 4,09 m     | Frank Foss            | USA           | Antwerpen, Belgien          | 20 augusti 1920   | 1  |
| 4,12 m     | Charles Hoff          | Norge         | Köpenhamn, Danmark          | 3 september 1922  | 1  |
| 4,21 m     | Charles Hoff          | Norge         | Köpenhamn, Danmark          | 22 juli 1923      | 2  |
| 4,23 m     | Charles Hoff          | Norge         | Oslo, Norge                 | 13 augusti 1925   | 3  |
| 4,25 m     | Charles Hoff          | Norge         | Åbo, Finland                | 27 september 1925 | 4  |
| 4,27 m     | Sabin Carr            | USA           | Philadelphia, USA           | 28 maj 1927       | 1  |
| 4,30 m     | Lee Barnes            | USA           | Fresno, USA                 | 28 april 1928     | 1  |
| 4,37 m     | Bill Graber           | USA           | Palo Alto, USA              | 16 juli 1932      | 1  |
| 4,39 m     | Keith Brown           | USA           | Cambridge, USA              | 1 juni 1935       | 1  |
| 4,43 m     | George Varoff         | USA           | Princeton, USA              | 4 juli 1936       | 1  |
| 4,54 m     | Bill Sefton           | USA           | Los Angeles, USA            | 29 maj 1937       | 1  |
| 4,54 m     | Earle Meadows         | USA           | Los Angeles, USA            | 29 maj 1937       | 1  |
| 4,60 m     | Cornelius Warmerdam   | USA           | Fresno, USA                 | 29 juni 1940      | 1  |
| 4,72 m     | Cornelius Warmerdam   | USA           | Compton, Storbritannien     | 6 juni 1941       | 2  |
| 4,77 m     | Cornelius Warmerdam   | USA           | Modesto, USA                | 23 maj 1942       | 3  |
| 4,78 m     | Bob Gutowski          | USA           | Palo Alto, USA              | 27 april 1957     | 1  |
| 4,80 m     | Don Bragg             | USA           | Palo Alto, USA              | 2 juli 1960       | 1  |
| 4,83 m     | George Davies         | USA           | Boulder, USA                | 20 maj 1961       | 1  |
| 4,89 m     | John Uelses           | USA           | Santa Barbara, USA          | 31 mars 1962      | 1  |
| 4,93 m     | Dave Tork             | USA           | Walnut, USA                 | 28 april 1962     | 1  |
| 4,94 m     | Pentti Nikula         | Finland       | Kauhava, Finland            | 22 juni 1962      | 1  |
| 5,00 m     | Brian Sternberg       | USA           | Philadelphia, USA           | 27 april 1963     | 1  |
| 5,08 m     | Brian Sternberg       | USA           | Compton, Storbritannien     | 7 juni 1963       | 2  |
| 5,13 m     | John Pennel           | USA           | London, Storbritannien      | 5 augusti 1963    | 1  |
| 5,20 m     | John Pennel           | USA           | Coral Gables, USA           | 24 augusti 1963   | 2  |
| 5,23 m     | Fred Hansen           | USA           | San Diego, USA              | 13 juni 1964      | 1  |
| 5,28 m     | Fred Hansen           | USA           | Los Angeles, USA            | 25 juli 1964      | 2  |
| 5,32 m     | Bob Seagren           | USA           | Fresno, USA                 | 14 maj 1966       | 1  |
| 5,34 m     | John Pennel           | USA           | Los Angeles, USA            | 23 juli 1966      | 3  |
| 5,36 m     | Bob Seagren           | USA           | San Diego, USA              | 10 juni 1967      | 2  |
| 5,38 m     | Paul Wilson           | Sydafrika     | Bakersfield, USA            | 23 juni 1967      | 1  |
| 5,41 m     | Bob Seagren           | USA           | Echo Summit, USA            | 12 september 1968 | 3  |
| 5,44 m     | John Pennel           | USA           | Sacramento, USA             | 21 juni 1969      | 4  |
| 5,45 m     | Wolfgang Nordwig      | DDR           | Berlin, Västtyskland        | 17 juni 1970      | 1  |
| 5,46 m     | Wolfgang Nordwig      | DDR           | Torino, Italien             | 3 september 1970  | 2  |
| 5,49 m     | Christos Papanikolaou | Grekland      | Aten, Grekland              | 24 oktober 1970   | 1  |
| 5,51 m     | Kjell Isaksson        | Sverige       | Austin, USA                 | 8 april 1972      | 1  |
| 5,54 m     | Kjell Isaksson        | Sverige       | Los Angeles, USA            | 15 april 1972     | 2  |
| 5,55 m     | Kjell Isaksson        | Sverige       | Helsingborg, Sverige        | 12 juni1972       | 3  |
| 5,63 m     | Bob Seagren           | USA           | Eugene, USA                 | 2 juli 1972       | 4  |
| 5,65 m     | Dave Roberts          | USA           | Gainesville, USA            | 28 mars 1975      | 1  |
| 5,67 m     | Earl Bell             | USA           | Wichita, USA                | 29 maj 1976       | 1  |
| 5,70 m     | Dave Roberts          | USA           | Eugene, USA                 | 22 juni 1976      | 2  |
| 5,72 m     | Władysław Kozakiewicz | Polen         | Milano, Italien             | 11 maj 1980       | 1  |
| 5,75 m     | Thierry Vigneron      | Frankrike     | Colombes, Frankrike         | 1 juni 1980       | 1  |
| 5,75 m     | Thierry Vigneron      | Frankrike     | Lille, Frankrike            | 29 juni 1980      | 2  |
| 5,77 m     | Philippe Houvion      | Frankrike     | Paris, Frankrike            | 17 juli 1980      | 1  |
| 5,78 m     | Władysław Kozakiewicz | Polen         | Moskva, Sovjetunionen       | 30 juli 1980      | 2  |
| 5,80 m     | Thierry Vigneron      | Frankrike     | Mâcon, Frankrike            | 20 juni 1981      | 3  |
| 5,81 m     | Vladimir Poljakov     | Sovjetunionen | Tbilisi, Sovjetunionen      | 26 juni 1981      | 1  |
| 5,82 m     | Pierre Quinon         | Frankrike     | Köln, Västtyskland          | 28 augusti 1983   | 1  |
| 5,83 m     | Thierry Vigneron      | Frankrike     | Rom, Italien                | 1 september 1983  | 4  |
| 5,85 m     | Sergej Bubka          | Sovjetunionen | Bratislava, Tjeckoslovakien | 26 maj 1984       | 1  |
| 5,88 m     | Sergej Bubka          | Sovjetunionen | Paris, Frankrike            | 2 juni 1984       | 2  |
| 5,90 m     | Sergej Bubka          | Sovjetunionen | London, Storbritannien      | 13 juli 1984      | 3  |
| 5,91 m     | Thierry Vigneron      | Frankrike     | Rom, Italien                | 31 augusti 1984   | 5  |
| 5,94 m     | Sergej Bubka          | Sovjetunionen | Rom, Italien                | 31 augusti 1984   | 4  |
| 6,00 m     | Sergej Bubka          | Sovjetunionen | Paris, Frankrike            | 3 juli 1985       | 5  |
| 6,01 m     | Sergej Bubka          | Sovjetunionen | Moskva, Sovjetunionen       | 8 juni 1986       | 6  |
| 6,03 m     | Sergej Bubka          | Sovjetunionen | Prag, Tjeckoslovakien       | 23 juni 1987      | 7  |
| 6,05 m     | Sergej Bubka          | Sovjetunionen | Bratislava, Tjeckoslovakien | 9 juni 1988       | 8  |
| 6,06 m     | Sergej Bubka          | Sovjetunionen | Nice, Frankrike             | 10 juli 1988      | 9  |
| 6,07 m     | Sergej Bubka          | Sovjetunionen | Shizuoka, Japan             | 6 maj 1991        | 10 |
| 6,08 m     | Sergej Bubka          | Sovjetunionen | Moskva, Sovjetunionen       | 9 juni 1991       | 11 |
| 6,09 m     | Sergej Bubka          | Sovjetunionen | Formia, Italien             | 8 juli 1991       | 12 |
| 6,10 m     | Sergej Bubka          | Sovjetunionen | Malmö, Sverige              | 5 augusti 1991    | 13 |
| 6,11 m     | Sergej Bubka          | Ukraina       | Dijon, Frankrike            | 13 juni 1992      | 14 |
| 6,12 m     | Sergej Bubka          | Ukraina       | Padua, Italien              | 30 augusti 1992   | 15 |
| 6,13 m     | Sergej Bubka          | Ukraina       | Tokyo, Japan                | 19 september 1992 | 16 |
| 6,14 m     | Sergej Bubka          | Ukraina       | Sestriere, Italien          | 31 juli 1994      | 17 |
| 6,16 m (i) | Renaud Lavillenie     | Frankrike     | Donetsk, Ukraina            | 15 februari 2014  | 1  |
| 6,17 m (i) | Armand Duplantis      | Sverige       | Toruń, Polen                | 8 februari 2020   | 1  |
| 6,18 m (i) | Armand Duplantis      | Sverige       | Glasgow, Skottland          | 15 februari 2020  | 2  |
| 6,19 m (i) | Armand Duplantis      | Sverige       | Belgrad, Serbien            | 7 mars 2022       | 3  |
| 6,20 m (i) | Armand Duplantis      | Sverige       | Belgrad, Serbien            | 20 mars 2022      | 4  |
| 6,21 m     | Armand Duplantis      | Sverige       | Eugene, USA                 | 24 juli 2022      | 5  |
| 6,22 m (i) | Armand Duplantis      | Sverige       | Clermont-Ferrand, Frankrike | 25 februari 2023  | 6  |
| 6,23 m     | Armand Duplantis      | Sverige       | Eugene, USA                 | 17 september 2023 | 7  |
| 6,24 m     | Armand Duplantis      | Sverige       | Xiamen, Kina                | 20 april 2024     | 8  |
| 6,25 m     | Armand Duplantis      | Sverige       | Paris, Frankrike            | 5 augusti 2024    | 9  |
| 6,26 m     | Armand Duplantis      | Sverige       | Chorzów, Polen              | 25 augusti 2024   | 10 |
| 6,27 m (i) | Armand Duplantis      | Sverige       | Clermont-Ferrand, Frankrike | 28 februari 2025  | 11 |
| 6,28 m     | Armand Duplantis      | Sverige       | Stockholm, Sverige          | 15 juni 2025      | 12 |
| 6,29 m     | Armand Duplantis      | Sverige       | Budapest, Ungern            | 12 augusti 2025   | 13 |